# مردان باهوش
مردان باهوش (انگلیسی: The Intelligence Men) یک فیلم در سبک جاسوسی به کارگردانی رابرت اشر است که در سال ۱۹۶۵ منتشر شد. از بازیگران آن می‌توان به اریک مورکامب و ارنی وایز اشاره کرد.